# Balamber
Balamber (Balamir) chỉ được Jordanes đề cập đến trong bộ Getica của ông, tóm tắt vào khoảng năm 550 từ ký ức trong bộ Lịch sử người Goth của Cassiodorus. Jordanes chỉ đơn giản gọi ông là "Vua người Hung" (rex Honorum) và kể cho chúng ta nghe về câu chuyện Balamber dẹp tan một đạo quân của vương quốc Ostrogoth vào khoảng năm 375.
Câu chuyện của Balamber dường như không chắc có thực về mặt lịch sử. Ông cũng có thể là một phiên bản được xác nhận tốt hơn của Valamir, vốn đã thay thế niên đại và nhầm lẫn với những câu chuyện về cuộc tấn công xứ Goth của người Hung. Valamir/Valamer/Βαλαμερ/Balamber là một chư hầu người Goth quan trọng của Attila vào thập niên 400, nhân lúc Attila vừa qua đời liền dấy binh chống lại người Hung và hợp nhất việc nắm giữ một lượng lớn người Goth nhằm mưu đồ đại nghiệp cho riêng mình.